# Oedip la Colonos
Oedip la Colonos (greaca veche:Οἰδίπους ἐπὶ Κολωνῷ) este o tragedie din 406 î.Hr. scrisă de Sofocle. Situată cronologic între Oedip rege și Antigona, aceasta a fost scrisă ultima, cu puțin timp înainte de moartea autorului. 

## Sumar
Bătrân și orb, Oedip sosește la Colonos, fiind condus de fiica sa Antigona. Aflându-se într-o dumbravă sființită, le este cerut să părăsească Colonos-ul. Dar Oedip știe că aici va muri și cere să-l vadă pe Teseu, regele Atenei. Bătrânilor din Colonos, care vin în fața lui Oedip, le este mărturisită originea sa blestemată, aceștia dorind apoi să-l alunge pe Oedip. Antigona îi roagă să-i lase să rămână.
Apare Ismena, fiica mai mică a lui Oedip, care povestește că frații lor, Eteocle și Polinike, s-au luptat pentru tron. Polinike a fost alungat de către Eteocle de pe tron și din țară. Polinike s-a dus la Argos pentru a cere aliați în vederea unui război împotriva Tebei. Ismena spune apoi că va sosi Creon pentru a-l supune pe Oedip puterii tebanilor. Oedip nutrește sentimente de ură față de Creon și de fii săi care nu l-au sprijinit când a fost alungat din Teba. 
Apare Teseu care îi acordă lui Oedip găzduirea în țara sa. Creon încearcă să-l convingă pe Oedip să se întoarcă la Teba, știind că într-un eventual război între Teba și Atena, va învinge partea care se va afla în posesia corpului lui Oedip. Dar Creon îi amintește lui Oedip că el nu poate fi înmormântat în cetate ci numai în afara ei. Oedip îl refuză pe Creon. Acesta o răpeste pe Ismena, dar ea este eliberată de oamenii lui Teseu. Apare Polinike care îi cere binecuvântarea în vederea victoriei în lupta contra Tebei. Oedip îl refuză și pe el, știind că Polinike nu va cuceri niciodata Teba, iar frații se vor omorî unul pe celălalt în luptă.
Oedip îl conduce pe Teseu la locul morții sale, loc ce va trebui păstrat secret de către Teseu, căci numai așa Oedip poate ocroti Atena. Oedip nu a murit de moarte naturală; un zeu l-a răpit sau pământul s-a deschis pentru a-l primi și a-l elibera de toate suferințele. Teseu promite Antigonei și Ismenei că va fi alături de ele pentru totdeauna după care cele două surori se întorc la Teba pentru a împiedica moartea fraților.